# Constraint
Mit Constraints (deutsch „Einschränkung“) werden in diversen Programmiersprachen Bedingungen definiert, die zwingend vom Wert einer Variablen erfüllt werden müssen, damit der Wert ins System übernommen werden kann. In Datenbanksystemen finden Constraints rege Anwendung, um den Wertebereich (Domain) eines Skalars einzuschränken und Werte auf deren Zulässigkeit zu überprüfen. In der Programmanalyse verwendet man Constraints bei der Analyse funktionaler Programme.

## Constraints in Programmiersprachen
Constraints helfen dem Compiler und der Laufzeitumgebung, Programmierfehler einfacher zu erkennen. Nehmen wir eine Variable Anzahl_der_Personen_im_Aufzug an, hier ist anschaulich klar, dass diese Variable keinen negativen Wert haben darf und nicht über einem Maximalwert liegen darf.
In der Programmiersprache Ada kann das so aussehen:
```
type
 
Kapazitaet
 
is
 
range
 
0.
.
13
;

Anzahl_der_Personen_im_Aufzug
 
:
 
Kapazitaet
 
:=
 
15
;

```

Hier kann der Compiler sofort erkennen, dass der Wert 15 außerhalb der zuvor spezifizierten Bedingung range liegt. Wäre die Variable nicht eingeschränkt, müsste der Programmierer diese Bedingung bei jeder Änderung selbst überprüfen.

## Constraints in Datenbanksystemen
In Datenbanksystemen funktionieren Constraints prinzipiell gleich. Constraints definieren Bedingungen, die beim Einfügen, Ändern und Löschen von Datensätzen in der Datenbank erfüllt werden müssen.
Viele Datenbanksysteme kennen zusätzlich zu den Constraints noch Transaktionen. Die Kombination dieser beiden Konzepte ist sehr mächtig, da spätestens am Ende einer Transaktion alle Constraints überprüft werden. Wenn dabei ein Constraint fehlschlägt, werden sämtliche Änderungen an den Daten, die in dieser Transaktion durchgeführt wurden, zurückgenommen, als seien sie nie durchgeführt worden.
Constraints werden in Datenbanksystemen durch Integritätsbedingungen definiert.
Auflistung möglicher Constraints in Datenbanksystemen:
- NOT NULL → der Skalar kann nicht NULL sein
- PRIMARY KEY → der Skalar muss einzigartig sein und kann nicht NULL sein
- FOREIGN KEY → der Skalar muss auf Referentielle Integrität geprüft werden
- UNIQUE → der Skalar muss innerhalb des Attributes einzigartig sein
- CHECK() → explizite Überprüfungsanweisung an das DBMS; auf was geprüft werden muss, wird als Option dieser Anweisung definiert[1]

Des Weiteren gibt es verschiedene Typen von Constraints:
- Attribut Constraints, beziehen sich auf eine einzelne Spalte
- Relationen-Constraints, beziehen sich auf mehrere Attribute (Spalten)
- Benannte Constraints, können anhand des Namens manipuliert werden
- Unbenannte Constraints, erhalten einen vom System generierten Namen

### Beispiel: Attribut Constraint
Im nachfolgenden Beispiel handelt es sich bei PRIMARY KEY um einen unbenannten Constraint und bei CONSTRAINT persons_fp um einen benannten Constraint.
```
CREATE
 
TABLE
 
person
(

    
id
          
PRIMARY
 
KEY
,

    
fingerprint
 
BYTEA
 
CONSTRAINT
 
persons_fp
 
UNIQUE

);

```

### Beispiel: Relationen Constraint
Im nachfolgenden Beispiel handelt es sich bei CONSTRAINT person_prime um einen benannten Constraint und bei UNIQUE() um einen unbenannten Constraint.
```
CREATE
 
TABLE
 
person
(

    
id
      
SERIAL
,

    
name
    
VARCHAR
,

    
dob
     
DATE
,

    
born_in
 
VARCHAR
,

    
CONSTRAINT
 
person_prime
 
PRIMARY
 
KEY
(
id
),

    
UNIQUE
(
name
,
 
dob
,
 
born_in
)

);

```

## Constraints in der Logistik
Ein Constraint wird auch in diesem Fall als Einschränkung für eine durchgeführte Aktion verwendet. Es wird nach Anforderungen oder Requirements und Constraints unterschieden. Bei der Versorgung mit Gütern und Dienstleistungen in der Logistik geben die Constraints z. B. die Einschränkungen an, die bei Zuladung im Bereich Volumen oder Gewicht für bestimmte Lkw gelten.

## Constraints in der Evolution
In der Entwicklung schränken Constraints evolutionäre Wege ein, zum Beispiel auf Grund historischer Gegebenheiten im Bauplan.

## Constraints in der theoretischen Informatik
In der theoretischen Informatik und speziell in der KI-Forschung werden relationale Aussagen, die freie Variablen enthalten, oft als Constraint bezeichnet. Dann wird eine Variablenbelegung oder Interpretation gesucht, die zu einer gegebenen Menge von Constraints passt, folglich diese simultan erfüllt.
Ein Beispiel: x ist echt oberhalb von y, y ist echt oberhalb von z, z ist oberhalb von x (diese Constraintmenge ist nicht erfüllbar).
Eine Belegung, die alle Constraints erfüllt, wird oft als „Modell“ bezeichnet.

## Constraints in Und-Oder-Bäumen
In Und-Oder-Bäumen finden sich Constraints an den Und-Knoten, hier müssen mehrere Teilziele konjunktiv erfüllt werden, um das Hauptziel zu erfüllen.